# Roi (Bilal Hassani)
Roi is een single van de Franse zanger Bilal Hassani. Het is de inzending van Frankrijk voor het Eurovisiesongfestival 2019. De single kwam uit op 11 januari 2019, en maakt deel uit van zijn debuutalbum Kingdom. Hassani stond meteen in de finale van het Eurovisiesongfestival, aangezien het land bij de Big 5 hoort.
Het nummer is geschreven door Hassani en Madame Monsieur, zij vertegenwoordigden Frankrijk in 2018. 